# Lago Javary
O Lago Javary se encontra no bairro Barão de Javary, no segundo distrito do município de Miguel Pereira. O lago é formado pelo represamento do Córrego do Saco e ocupa uma extensa área com uma ponte moderna e iluminada em um de seus acessos.
Um dos cartões postais da cidade e seu acesso é facilitado por estar a menos de três quilômetros do centro da cidade e por ter uma de suas margens sendo beirada pela RJ-125, rodovia que segue o curso da principal avenida da cidade e, nas proximidades, pela Linha Auxiliar da Estrada de Ferro Central do Brasil, ferrovia que segue paralelamente à rodovia.